# Dainichi-ji (Kōnan)
Dainichi-ji (大日寺) est le 28e temple du pèlerinage de Shikoku. Il situé sur la municipalité de Kōnan, préfecture de Kōchi, au Japon.
Comme la majorité des temples du pèlerinage, il appartient au rite Shingon du bouddhisme.
On y accède, depuis le temple 27 Kōnomine-ji, après une marche d'environ 38 km. Il est situé sur une colline à une altitude de 73 m. 
Selon la tradition, Gyōki a fondé ce temple et sculpté la statue de Dainishi Nyorai. Vers 806, Kukai a visité l'endroit et sculpté la statue de Yakushi Nyorai, le bouddha de la médecine, dans un camphrier, en n'utilisant que ses ongles.
La croyance attribue à la visite du temple la capacité de guérir les maux « au-dessus du cou ».
C'est le troisième temple du pèlerinage à porter le nom de Dainichi-ji, après les temples No 4 et 13, dans la préfecture de Tokushima.
En 2015, le Dainichi-ji est désigné Japan Heritage avec les 87 autres temples du pèlerinage de Shikoku.